# مشروع قانون هونغ كونغ لتسليم المطلوبين 2019

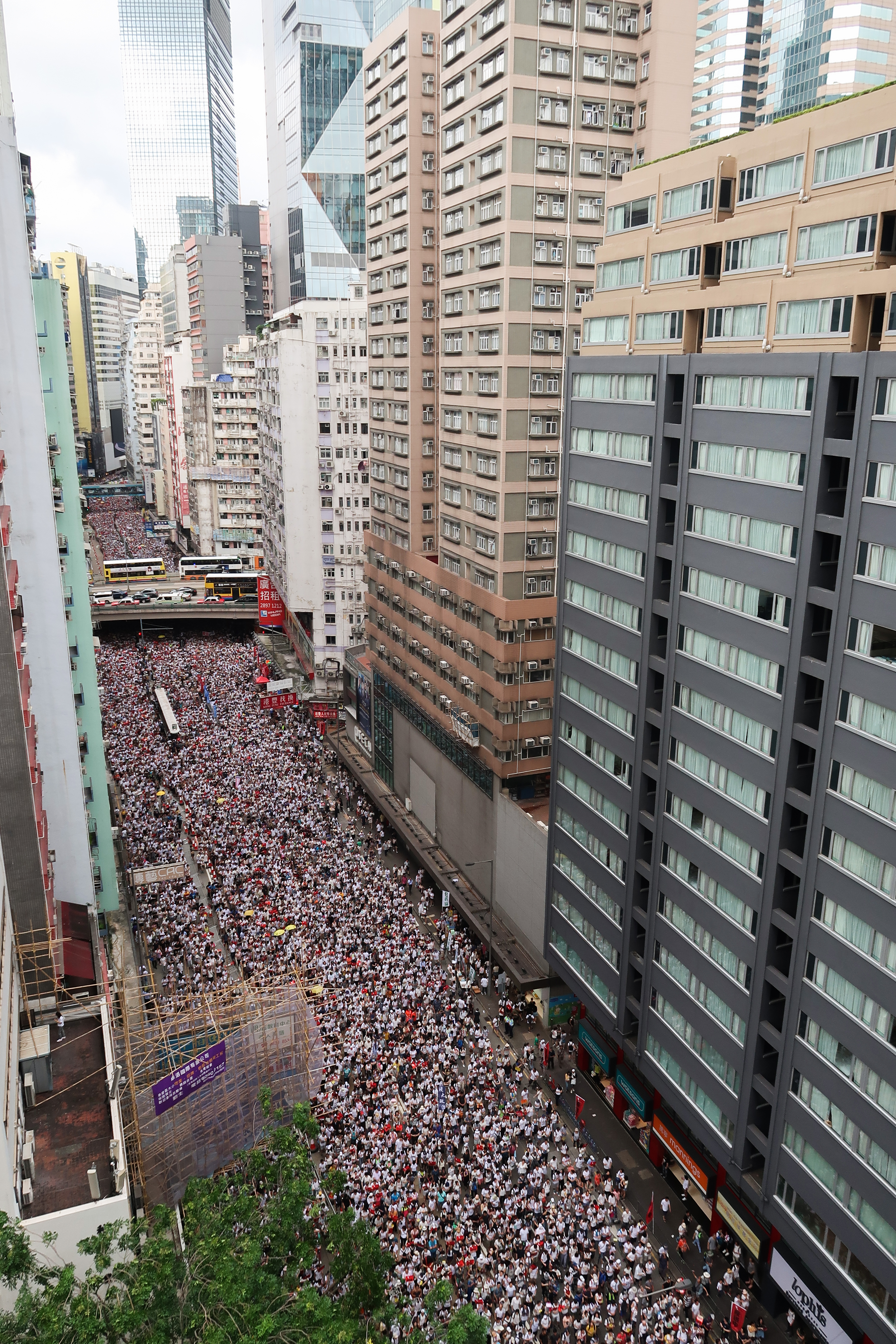
مظاهرة على طريق هينيسي في وان تشاي (هونغ كونغ) في 9 يونيو 2019. قدر المنظمون أن هناك 1.03 مليون شخص شاركوا في المظاهرة.

مشروع قانون هونغ كونغ لتسليم المطلوبين 2019 ويسمى (بمشروع قانون المجرمين الهاربين والمساعدة القانونية المتبادلة في التشريعات الجنائية 2019 كان مشروع قانون لتسليم المجرمين صدر كتعديل لمرسوم الجناة الهاربين (الفصل 503 نسخة محفوظة 21 نوفمبر 2019 على موقع واي باك مشين.) فيما يتعلق بترتيبات الاستسلام الخاصة ومرسوم المساعدة القانونية المتبادلة في المسائل الجنائية (الفصل 525 نسخة محفوظة 1 مايو 2019 على موقع واي باك مشين.) بحيث يمكن إبرام اتفاقيات المساعدة القانونية المتبادلة بين هونغ كونغ وأي مكان خارج هونغ كونغ. اقترحت حكومة هونغ كونغ مشروع القانون في فبراير 2019 لإنشاء آلية لنقل الهاربين ليس فقط لتايوان، ولكن أيضًا للبر الرئيسي للصين وماكاو، والتي يتم استبعادها حاليًا في القوانين الحالية.
تسبب تقديم مشروع القانون في انتقادات واسعة النطاق على الصعيدين المحلي والدولي بسبب التهديد الي سيطال الترسنة القانونية ومنظمات الصحفيين ومجموعات الأعمال والحكومات الأجنبية إذا تآكل النظام القانوني لهونغ كونغ والضمانات المضمنة فيه، فضلاً عن الأضرار التي ستلحق مناخ الأعمال في هونغ كونغ. حيث يعزى هذا الخوف إلى حد كبير إلى قدرة الصين المكتشفة حديثًا من خلال هذا القانون على اعتقال أصوات المعارضة السياسية في هونغ كونغ.
كانت هناك احتجاجات متعددة ضد مشروع القانون في هونغ كونغ ومدن أخرى في الخارج. في 9 يونيو، قدر المتظاهرون عددهم من مئات الآلاف إلى أكثر من مليون شخص تظاهرو في الشوارع مطالبين الرئيسة التنفيذية لهونغ كونغ كاري لام بالتنحي.
في 15 يونيو، أعلنت لام أنها «ستعلق» مشروع القانون المقترح. لكن الاحتجاجات المستمرة دعت إلى السحب الكامل لمشروع القانون، ثم تنفيذ الاقتراع العام، الذي وعد به القانون الأساسي. في 4 سبتمبر، بعد 13 أسبوعًا من الاحتجاجات، وعدت لام رسميًا بسحب مشروع القانون عند استئناف الجلسة التشريعية من العطلة الصيفية. في 23 أكتوبر، أعلن وزير الداخلية جون لي سحب الحكومة الرسمي لمشروع القانون.

## الخلفية
في الأشهر الأخيرة من قرب نهاية الحكم البريطاني على منطقة هونغ كونغ، أصدرت الأخيرة قوانينا تحظر تسليم المطلوبين إلى الصين بسبب مخاوف من حد الحريات التي يفرضها المبدأ الدستوري دولة واحدة نظامان مختلفان. فبدأت بكين في محاولة عكس هذا القانون فورًا بعد نقل سلطة المنطقة إليها في عام 1997.
في عام 2015، اختفى خمسة ناشرين قاموا ببيع كتب تنتقد الحكومة الصينية، قبل أن يعيدوا الظهور لاحقًا في معتقل صيني، فيما عرف باختطاف كتب خليج كوزواي. وصل الغضب ذروته في عام 2017 عندما تم اختطاف الملياردير الصيني المقيم في هونغ كونغ شياو جيان هوا من شقته على أيدي قوات الأمن الصينية.
شعرت اللجنة المركزية لفحص الانضباط بالإحباط لأنها اضطرت إلى اللجوء إلى عودة استثنائية إلى الوطن قبل أن تلجأ للضغط من أجل تبني معاهدة لتسليم المطلوبين. حيث من شأن قانون تسليم المجرمين إلغاء الحاجة إلى قيام عملاء لجان المقاومة الشعبية باللجوء إلى عمليات الاختطاف في هونغ كونغ.
في أوائل عام 2018، قتل شاب يبلغ من العمر 19 عاما من هونغ كونغ يدعى تشان تونغ كاي صديقته الحامل بون هيو خلال سفرهما إلى تايوان، ثم عاد إلى بلاده. اعترف تشان لشرطة هونغ كونغ أنه قتل صديقته، وبرغم ذلك لم تتمكن الشرطة من توجيه اتهام له بالقتل أو تسليمه إلى تايوان لأنه لم يتم التوصل إلى اتفاق بين الدولتين. حيث لاتخضع هونغ كونغ، سواء من خلال قانونها الخاص بالجناة الهاربين أو الخاص بالمساعدة القانونية المتبادلة في المسائل الجنائية إلى طلبات تسليم الجناة الهاربين والمساعدة القانونية المتبادلة بينها وبين تايوان.
دعت رئيسة التحالف الديمقراطي من أجل تحسين التقدم في هونغ كونغ والمؤيدة لبكين، ستاري لي والمشرع هولدن تشاو، إلى تغيير قانون تسليم المجرمين في عام 2019 مستخدمة قضية القتل كسبب منطقي.
في فبراير 2019، اقترحت الحكومة إدخال تغييرات على قوانين الفارين، حيث أنشأ الرئيس التنفيذي لهونغ كونغ آلية لنقلهم على حدة إلى أي ولاية قضائية لا تتمتع المدينة بمعاهدة تسليم رسمية والتي ادعت أنها ستشكل «ثغرة قانونية». وقد أيد تشن زهيمين وتشانغ شياو مينغ وهان تشنغ من جمهورية الصين الشعبية التغيير معلنين أن 300 من الهاربين كانوا يعيشون في هونغ كونغ. تسبب تورط بكين في مشروع القانون المقترح في مخاوف كبيرة في هونغ كونغ.